# Zákeřná nemocnice
Zákeřná nemocnice (v originále The Hostile Hospital) je osmý román z dětské knižní série Řada nešťastných příhod od spisovatele Lemonyho Snicketa. Vydána byla v roce 2001, česky o dva roky později.

## Hlavní děj
Kniha popisuje epizodu ze života tří nezletilých sirotků, Violet, Klause a Sunny Baudelairových, jejichž rodiče tragicky zahynuli při požáru svého domu. Od té doby je pronásleduje nechvalně známý zloduch hrabě Olaf, jenž se s pomocí své zločinecké herecké bandy snaží prostřednictvím rozličných nezákonných úskoků, hanebných a podlých plánů zmocnit ohromného dědictví, jež sourozenci po svých rodičích zdědili. Sirotci putují od jednoho opatrovníka k druhému, kvůli Olafově zlotřilosti a kvůli neschopnosti či nekonečné naivitě svých nových poručníků však nedokážou znovu najít trvalý domov.
Příběh románu Zákeřná nemocnice začíná v okamžiku, kdy vyčerpaní sourozenci prchají širými pláněmi Vnitrozemí ve snaze ukrýt se před policií a před rozvášněným davem vesničanů, jenž chce sirotky upálit na hranici kvůli obvinění z vraždy Jacquese Snicketa. Děti sice zločin nespáchaly, kvůli svým předchozím zkušenostem však nevěří tomu, že by je jakýkoliv dospělý člověk byl ochoten vyslechnout, pročež se rozhodly opustit nešťastný koloběh nekonečného střídání opatrovníků a začít život psanců prchajících před zákonem a nespravedlností světa.
Děti v pustině narazí na koloniál Na Ztracené vartě, odkud se rozhodnou pomocí telegrafu kontaktovat viceprezidenta pro záležitosti sirotků, bankéře pana Poea, aby mu vysvětlily, že ohavná obvinění, jež o nich lživě šíří novinový plátek jménem Denní etiketa, se nezakládají na pravdě. Než se ovšem dočkají odpovědi, majitel koloniálu si díky fotografiím v čerstvých novinách uvědomí, že policie pátrá po dětech, které se právě nacházejí v jeho podniku. Baudelairovi zjišťují, že celou oblast Vnitrozemí uzavírá policie a že šance na útěk je mizivá, přesto se jim ale podaří naskočit do dodávky Dobrovolných pomocníků, jež u koloniálu tankuje, a zjišťují, že Dobrovolní pomocníci mají namířeno do Heimlichovy nemocnice, kde s pomocí veselých písniček, balonků ve tvaru srdíček a radostného přístupu hodlají ulehčit tamním pacientům utrpení. Sirotkům nezbývá nic jiného, než se k Dobrovolným pomocníkům přidat.
V Heimlichově nemocnici se děti záhy dozví, že vedení požaduje, aby se tři Dobrovolní pomocníci odebrali do nemocniční knihovny dokumentů, kde je pro ně připravena zvláštní práce. Sirotci neváhají a práci přijmou, neboť se obávají, že i přes jejich opatrnost by je mohl některý z pacientů nebo zaměstnanců nemocnice odhalit a předat spravedlnosti.
V knihovně se děti spřátelí s Halem, postarším mužem se špatným zrakem, jenž se mimochodem zmíní o jakési Snicketově složce, dokumentu pojednávajícím o podezřelých požárech. Z interkomu se rovněž dozví, že novým šéfem personálního oddělení se stal Matthias. Sourozenci však Matthiasův hlas okamžitě poznají a uvědomí si, že jde o hraběte Olafa.
Jelikož nikomu není dovoleno číst žádné materiály z knihovny dokumentů, vplíží se do ní děti potají uprostřed noci, aby se zmocnily Snicketovy složky. Najdou pouze fotografii svých rodičů s Jacquesem Snicketem a nějakým záhadným mužem, spolu s třináctou stranou dokumentu, podle níž je možné, že požár mohla ve skutečnosti přežít jedna osoba, její totožnost ani místo pobytu však nejsou známé. Ze stránky však nelze zjistit, zda je skutečně řeč o požáru sídla Baudelairových a o jednom z jejich rodičů.
Do knihovny se mezitím vloupá Esmé Squarlová, Olafova zlotřilá společnice, pátrajíc po Snicketově složce. Ženština povalí veškeré registrační skříně a unese Violet. Klausovi se Sunny se podaří uprchnout šachtou potrubní pošty, jež je pro jejich starší sestru příliš úzká.
Oba mladší sourozenci se dalšího dne opět přidají k Dobrovolným pomocníkům, jelikož doufají, že při návštěvě nemocničních pokojů za účelem rozdávání balonků musí dříve či později Violet objevit. Později se ale raději lstí zmocní seznamu všech pacientů, který mají Dobrovolní pomocníci k dispozici, a po rozluštění anagramu zjistí, že se Violet nachází na chirurgickém oddělení, kam se v přestrojení za doktory vydají.
Ukáže se, že Violet má být podrobena první kranioektomii v dějinách medicíny (má jí být chirurgicky oddělena hlava od těla za přítomnosti přihlížejícího obecenstva). Klaus se Sunny se vmísí mezi účinkující lékaře a pomocí lstivých úskoků a neustálého zdržování se jim podaří operaci oddalovat, jsou však po čase prozrazeni Matthiasem.
Nakonec se na sál vřítí Hal, který všechny varuje, že knihovna dokumentů je v plamenech. Sourozencům se podaří uprchnout na nemocničním vozíku do kumbálu, kde Violet, stále ještě omámená narkotiky, vymyslí způsob, jak oknem uniknout z nemocnice.
Sourozenci v závěru knihy tajně naskočí do kufru Olafova automobilu, který se právě chystá od nemocnice odjet, aby mohli místo nepozorovaně opustit, a míří vstříc dalším nešťastným příhodám.

## Zajímavosti
Román je prostoupen řadou literárních aluzí. Dobrovolní pomocníci postupně navštěvují řadu pacientů, jejichž jména a důvody hospitalizace odkazují na různá světoznámá literární díla. Pan Berdard Rieux ležící na morovém oddělení je narážkou na román Mor od Alberta Camuse. Cynthia Vaneová s úmornými bolestmi zubů odkazuje na povídku Sestry Vaneovy od Vladimira Nabokova. Muž se jménem Jonáš Mapple trpící mořskou nemocí je aluzí na román Bílá velryba od Hermana Melvilla. Paní Clarissa Dallowayová, jíž na první pohled nic nechybělo, ale jen smutně koukala z okna, odkazuje na román Paní Dallowayová od Virginie Woolfové.